# Синтия Озик
Синтия Озик (на английски: Cynthia Ozick) е американска преводачка и писателка на произведения в жанра съвременен роман и документалистика. Тя е една от най-известните и влиятелни автори постмодернисти в САЩ.

## Биография и творчество
Синтия Шошана Озик е родена на 17 април 1928 г. в Ню Йорк, САЩ, в семейството на еврейските емигранти от литовски произход Глуск Уилям и Селия Озик, аптекари. Израства в Бронкс. Завършва гимназия „Хънтър Колидж“ в Манхатън. През 1949 г. завършва с отличие Нюйоркския университет с бакалавърска степен по английска филология, а през 1950 г. Държавния университет на Охайо в Кълъмбъс с магистърска степен. Член на „Фи Бета Капа“.
На 7 септември 1952 г. се омъжва за Бернар Халоте, адвокат. Имат две дъщери – Рейчъл и Сара.
В периода 1952-1953 г. е рекламен копирайтър във филмов магазин в Бостън. В периода 1964-1965 г. е преподавател по английски език в Нюйоркския университет. Чела е лекции в много колежи и университети.
Първият ѝ роман „Trust“ е публикуван през 1966 г. Романът „Месията от Стокхолм“ е считан за нейния шедьовър.
Литературните произведения на писателката често описват живота на евреите в САЩ, животът на емигрантите и тяхната идентичност в новия свят. Доминираща тема е и Холокостът и последиците от него.
За произведенията си получава редица престижни награди. През 2007 г. получава Националния медал за хуманизъм. Удостоена е с титлата „доктор хонорис кауза“ от университета „Йехова“ (1984), Колежа на еврейския съюз (1984), Университет Адели (1988), Университет Брандеис (1990), Бард Колидж (1991), Спертус Колидж (1991) и Скидор Колидж (1992).
Синтия Озик живее със семейството си в Ню Рошел, окръг Уестчестър.

## Произведения

### Самостоятелни романи
- Trust (1966)
- The Cannibal Galaxy (1983)
- The Messiah of Stockholm (1987)
Месията от Стокхолм, изд.: „Сиела“, София (2009), прев. Йордан Костурков
- The Puttermesser Papers (1997)
- Heir to the Glimmering World (2004)
- The Bear Boy (2005)
- Foreign Bodies (2010)

### Сборници
- The Pagan Rabbi (1971)
- Bloodshed and Three Novellas (1976)
- Levitation (1982)
- The Shawl (1989)
- Collected Stories (2006)
- Dictation (2008)

### Документалистика
- Art and Ardor (1983)
- Metaphor and Memory (1989)
Метафора и памет: есета, изд.: „Стигмати“, София (2010), прев. Калоян Игнатовски, Рада Цанева
- What Henry James Knew (1993)
- Fame and Folly (1996)
- Portrait of the Artist as a Bad Character (1996)
- Quarrel and Quandary (2000)
- The Best American Essays: 1998 (2001)
- The Din in the Head (2006)
- Critics, Monsters, Fanatics, and Other Literary Essays (2016)
- Letters of Intent (2017)